# Myrmosa atra
Myrmosa atra ist ein Hautflügler aus der Familie der Ameisenwespen (Mutillidae).

## Merkmale
Die Tiere erreichen eine Körperlänge von drei bis acht Millimetern (Weibchen) bzw. fünf bis elf Millimetern (Männchen). Der Thorax und das erste Tergit ist rot gefärbt, was die Art von denen der ähnlichen Gattung Smicromyrme unterscheidet, deren erstes Tergit schwarz ist. Ansonsten ist der Hinterleib, wie auch der Kopf dunkel gefärbt. Die Weibchen haben einen behaarten Thorax und sind flügellos. 

## Vorkommen
Die Art ist in Süd- und Mitteleuropa verbreitet. Sie besiedelt temperaturbegünstigte, sandige Lebensräume. Die Tiere kommen von Mitte Juni bis Mitte September vor. Sie sind in Mitteleuropa verbreitet anzutreffen.

## Lebensweise
Myrmosa atra parasitiert die Larven verschiedener im Boden nistenden Grabwespen, wie etwa Crabro peltarius, Crossocerus palmipes, Diodontus minutus und vor allem Oxybelus uniglumis. Man findet die Art häufig gemeinsam mit Smicromyrme rufipes. 